# Acrosternum millierei
Acrosternum (Acrosternum) millierei ist eine Wanzenart aus der Familie der Baumwanzen (Pentatomidae).

## Merkmale
Die hellgrün gefärbten Wanzen erreichen eine Körperlänge von 7–10,5 mm.
Die Fühler sind ebenfalls grün gefärbt.

## Verbreitung
Man findet die Art rund ums Mittelmeer (holomediterran), auf den Kanarischen Inseln, im Mittleren Osten, in Zentralasien sowie im tropischen Afrika.

## Lebensweise
Acrosternum millierei ist eine phytophage Wanzenart. Die Wanzen findet man an verschiedenen Pflanzen wie beispielsweise an Spanischem Wacholder (Juniperus thurifera), an Mastixstrauch (Pistacia lentiscus), an Terpentin-Pistazie (Pistacia terebinthus), an Strand-Wolfsmilch (Euphorbia paralias), an Weißer (Morus alba) oder Schwarzer Maulbeere (Morus nigra) oder an Olivenbäumen (Olea europaea).
Im Mittleren Osten (Iran) gilt die Art als Schädling, da sie dort Fraßschäden an Pistazienbäumen verursacht.